# Remisen i Viborg
Remisen i Viborg blev tegnet i 1889 af statsbanernes arkitekt Niels Peder Christian Holsøe (1826-1895) og anlægget var færdigopført i 1896. Det er placeret umiddelbart nordvest for Viborg Station og svømmehal. Remisebygningen har været fredet siden 1992. Det Særlige Bygningssyn indstillede den 26. august 2010 til en fredning af drejeskiven, de tilhørende sidespor og nære omgivelser, deriblandt sidebygningerne i øst. Banedanmark betegner remisen som den bedst bevarede i Danmark. I slutningen af marts 2011 blev bygningstilsynets indstilling fulgt.
Værkstedsbygningen er en rundremise, bygget i røde teglsten og havde oprindeligt skifertag. I dag er taget beklædt med tagpap. Indvendig er der 15 spor til togmateriel, og hvert spor har adgang til den udvendige drejeskive via rundbuede dobbeltporte. Drejeskiven har adgang til stationens sporanlæg, men forbindelsessporet er ikke en del af Kulturarvsstyrelsens fredning fra 2011 efter indsigelser fra Banedanmark i et høringssvar.

## Drejeskiven
Drejeskiven er en såkaldt kongestolsdrejeskive på 17 meter. "Kongestol" er den første type konstruktion af drejeskiver. Drejeskiven (broen) med lokomotivet bæres som en svingbro af fire store hjul, som kører på kranskinner langs den ydre kant på drejeskiven. Lokomotiver, der skal "drejes", skal stå så drejskivebroen er i balance. Oprindeligt blev skiven betjent med håndkraft når de over 50 ton tunge lokomotiver skulle fordeles mellem stamsporet og de 15 remisespor. Senere blev der installeret en motor fra Thomas B. Thriges fabrikker, og drejeskiven er i dag fuldt funktionsdygtig.

## Anvendelse
Banedanmark ejer bygningerne og området, men har planer om at sælge da de ikke længere benytter remisen i væsentlig grad. Mariager-Handest Veteranjernbane har fra omkring 1980 benyttet remisen til renovering og vinterophold for foreningens lokomotiver og andet materiel. Det er her at lokomotivet "HV 3" fra 1928 blev totalrenoveret og gjort køreklar. I øjeblikket er blandt andet "SB 1", der kørte på Skagensbanen fra 1924 til 1955, placeret på værkstedet i Viborg.
I 2011 diskuteres det hvordan remisebygningerne kan anvendes fremover, når Viborg Kommune overtager området efter Banedanmark som del af byudviklingsprojektet Viborg Baneby. Der har være forslag om at etablere "Viborg Iværksætter- & Erhvervshus", ligesom der har været regnet på hvad det vil koste at flytte spillestedet Paletten til bygningerne. Sidstnævnte vil ifølge rådgivningsfirmaet COWI koste 55.5 millioner kroner.